# سرشماری ۱۹۴۰ ایالات متحده آمریکا
سرشماری ۱۹۴۰ ایالات متحده آمریکا شانزدهمین دوره، از دوره‌های ۱۰ ساله سرشماری در ایالات متحده آمریکا بود. این سرشماری در ۱ آوریل ۱۹۴۰ برگزار شد.

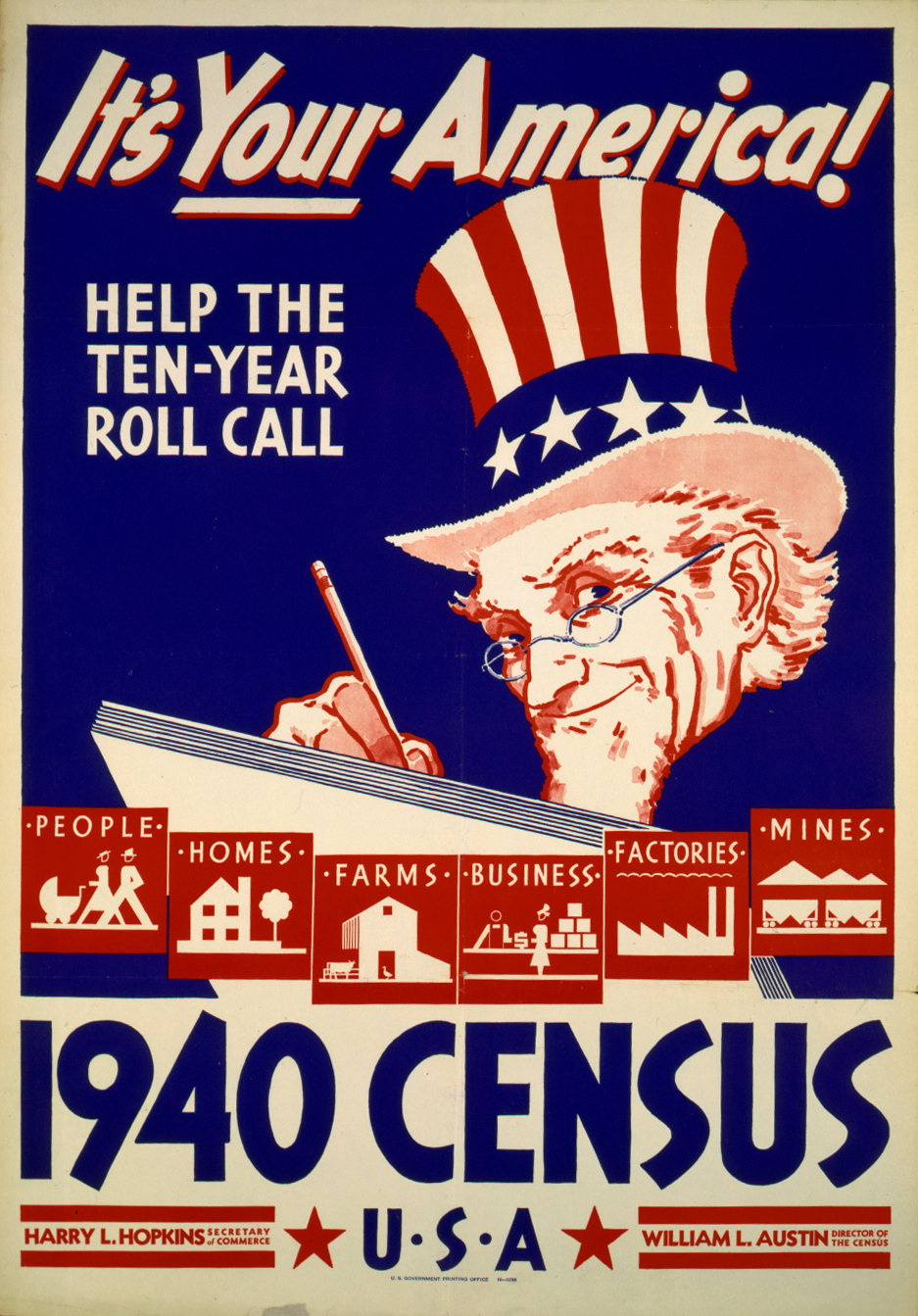
پوستر سرشماری ۱۹۴۰ ایالات متحده آمریکا

## رتبه‌بندی بر پایه ایالت
| رتبه | ایالت           | جمعیت      | ناحیه     |
| ---- | --------------- | ---------- | --------- |
| ۱    | نیویورک         | ۱۳٬۴۷۹٬۱۴۲ | شمال شرقی |
| ۲    | پنسیلوانیا      | ۹٬۹۰۰٬۱۸۰  | شمال شرقی |
| ۳    | ایلینوی         | ۷٬۸۹۷٬۲۴۱  | غرب میانی |
| ۴    | اوهایو          | ۶٬۹۰۷٬۶۱۲  | غرب میانی |
| ۵    | کالیفرنیا       | ۶٬۹۰۷٬۳۸۷  | غرب       |
| ۶    | تگزاس           | ۶٬۴۱۴٬۸۲۴  | جنوب      |
| ۷    | میشیگان         | ۵٬۲۵۶٬۱۰۶  | غرب میانی |
| ۸    | ماساچوست        | ۴٬۳۱۶٬۷۲۱  | شمال شرقی |
| ۹    | نیوجرسی         | ۴٬۱۶۰٬۱۶۵  | شمال شرقی |
| ۱۰   | میزوری          | ۳٬۷۸۴٬۶۶۴  | غرب میانی |
| ۱۱   | کارولینای شمالی | ۳٬۵۷۱٬۶۲۳  | جنوب      |
| ۱۲   | ایندیانا        | ۳٬۴۲۷٬۷۹۶  | غرب میانی |
| ۱۳   | ویسکانسین       | ۳٬۱۳۷٬۵۸۷  | غرب میانی |
| ۱۴   | جورجیا          | ۳٬۱۲۳٬۷۲۳  | جنوب      |
| ۱۵   | تنسی            | ۲٬۹۱۵٬۸۴۱  | جنوب      |
| ۱۶   | کنتاکی          | ۲٬۸۴۵٬۶۲۷  | جنوب      |
| ۱۷   | آلاباما         | ۲٬۸۳۲٬۹۶۱  | جنوب      |
| ۱۸   | مینه‌سوتا        | ۲٬۷۹۲٬۳۰۰  | غرب میانی |
| ۱۹   | ویرجینیا        | ۲٬۶۷۷٬۷۷۳  | جنوب      |
| ۲۰   | آیووا           | ۲٬۵۳۸٬۲۶۸  | غرب میانی |
| ۲۱   | لوئیزیانا       | ۲٬۳۶۳٬۸۸۰  | جنوب      |
| ۲۲   | اکلاهما         | ۲٬۳۳۶٬۴۳۴  | جنوب      |
| ۲۳   | ایالت میسیسیپی  | ۲٬۱۸۳٬۷۹۶  | جنوب      |
| ۲۴   | ویرجینیای غربی  | ۱٬۹۶۱٬۹۷۴  | جنوب      |
| ۲۵   | آرکانزاس        | ۱٬۹۴۹٬۳۸۷  | جنوب      |
| ۲۶   | کارولینای جنوبی | ۱٬۸۹۹٬۸۰۴  | جنوب      |
| ۲۷   | فلوریدا         | ۱٬۸۹۷٬۴۱۴  | جنوب      |
| ۲۸   | مریلند          | ۱٬۸۲۱٬۲۴۴  | جنوب      |
| ۲۹   | کانزاس          | ۱٬۸۰۱٬۰۲۸  | غرب میانی |
| ۳۰   | ایالت واشینگتن  | ۱٬۷۳۶٬۱۹۱  | غرب       |
| ۳۱   | کنتیکت          | ۱٬۷۰۹٬۲۴۲  | شمال شرقی |
| ۳۲   | نبراسکا         | ۱٬۳۱۵٬۸۳۴  | غرب میانی |
| ۳۳   | کلرادو          | ۱٬۱۲۳٬۲۹۶  | غرب       |
| ۳۴   | اورگن           | ۱٬۰۸۹٬۶۸۴  | غرب       |
| ۳۵   | ایالت مین       | ۸۴۷٬۲۲۶    | شمال شرقی |
| ۳۶   | رود آیلند       | ۷۱۳٬۳۴۶    | شمال شرقی |
| x    | بخش کلمبیا      | ۶۶۳٬۰۹۱    | جنوب      |
| ۳۷   | داکوتای جنوبی   | ۶۴۲٬۹۶۱    | غرب میانی |
| ۳۸   | داکوتای شمالی   | ۶۴۱٬۹۳۵    | غرب میانی |
| ۳۹   | ایالت مونتانا   | ۵۵۹٬۴۵۶    | غرب       |
| ۴۰   | یوتا            | ۵۵۰٬۳۱۰    | غرب       |
| ۴۱   | نیومکزیکو       | ۵۳۱٬۸۱۸    | غرب       |
| ۴۲   | آیداهو          | ۵۲۴٬۸۷۳    | غرب       |
| ۴۳   | آریزونا         | ۴۹۹٬۲۶۱    | غرب       |
| ۴۴   | نیوهمپشایر      | ۴۹۱٬۵۲۴    | شمال شرقی |
| ۴۵   | ورمانت          | ۳۵۹٬۲۳۱    | شمال شرقی |
| ۴۶   | دلاویر          | ۲۶۶٬۵۰۵    | جنوب      |
| ۴۷   | وایومینگ        | ۲۵۰٬۷۴۲    | غرب       |
| ۴۸   | نوادا           | ۱۱۰٬۲۴۷    | غرب       |